# Laterallus xenopterus
Laterallus xenopterus là một loài chim trong họ Rallidae.